# جون ميخائيل فيراري
جون ميخائيل فيراري (بالإنجليزية: John Michael Ferrari)‏ هو صحفي ومغني ومصور وكاتب أغاني وملحن أمريكي، ولد في 11 نوفمبر 1947 في هوليوود في الولايات المتحدة.

## وصلات خارجية
- جون ميخائيل فيراري على موقع IMDb (الإنجليزية)